# Zip, the Dodger
Zip, the Dodger er en amerikansk stumfilm fra 1914 af Fatty Arbuckle.